# Stemma della Louisiana

Stemma della Louisiana

Lo stemma della Louisiana (ufficialmente in inglese Great Seal of the State of Louisiana, ossia Gran Sigillo dello Stato della Louisiana) è stato adottato ufficialmente nel 1902. 
Esso è costituito da un carico araldico chiamato pelican in her piety ("pellicano nella sua pietà") e rappresentato da un pellicano bruno (uccello ufficiale dello stato) che ferisce il suo petto per nutrire i suoi piccoli con il suo stesso sangue. Questo simbolo è emblema della carità cristiana e si trova anche sulla bandiera della Louisiana. 
Il motto dello stato Union, Justice, Confidence, circonda l'immagine degli uccelli sul sigillo. Un anello esterno incornicia ulteriormente lo stemma e reca la dicitura State of Louisiana.